# Paulo de Tarso Santos
Paulo de Tarso Santos (Araxá, 12 de janeiro de 1926 – São Paulo, 13 de julho de 2019) foi um advogado, professor e político brasileiro. Ocupou diversos cargos públicos ao longo de sua carreira, incluindo o de ministro da Educação em 1963, prefeito de Brasília em 1961, deputado federal, secretário da Educação do estado de São Paulo entre 1983 e 1985 e conselheiro do Tribunal de Contas do Estado de São Paulo, último cargo exercido, de 1985 a 1991. É referido por algumas fontes como "o primeiro prefeito de Brasília."

## Biografia
Mineiro, bacharelou-se em ciências jurídicas e sociais pela Faculdade de Direito da Universidade de São Paulo no ano de 1949. Na USP, foi distinguido academicamente com os prêmios Rodrigues Alves Filho e Duarte de Azevedo. Mais tarde, continuou os estudos e especializou-se em Direito Processual Civil e Direito Empresarial pela Pontifícia Universidade Católica de São Paulo. Em relação à sua vida pessoal, casou-se com Maria Nilse da Cunha Santos e com ela teve cinco filhos. O acervo da família foi doado ao Arquivo Público do Distrito Federal em 2015.
De 1948 a 1952, trabalhou no setor jurídico do Banco Brasileiro de Descontos. Eventualmente entrou para o mundo da política, através do Partido Democrata Cristão (PDC), auxiliando o político Jânio Quadros em suas campanhas eleitorais. Na eleição municipal de 1955, elegeu-se para a Câmara Municipal de São Paulo e, no pleito de 1958, foi eleito deputado federal. Um ativo participante da campanha de Jânio à presidência em 1960, foi nomeado por este como prefeito de Brasília em fevereiro de 1961. Manteve-se no cargo até agosto de 1961, quando Jânio renunciou à Presidência da República.
Durante seu mandato como prefeito de Brasília, determinou a criação das comissões de fundação da Sociedade de Transportes Coletivos de Brasília, da Fundação Cultural e da Fundação do Serviço Social do Distrito Federal. Suas ações foram igualmente importantes para que a Asa Norte e o Núcleo Bandeirante fossem urbanizados. Também contratou os primeiros professores da cidade.
Na eleição de 1962, reelegeu-se para a Câmara dos Deputados. Em janeiro de 1963, foi designado pelo presidente João Goulart para comandar o Ministério da Educação, ofício que desempenhou por poucos meses, de junho a outubro de 1963. Mais uma vez, retornou ao parlamento, momento em que integrou a Comissão do Distrito Federal, responsável por exercer o Poder Legislativo da capital federal. Opositor da ditadura militar, teve seu mandato cassado pelo Ato Institucional n.º 1, bem como suspensos seus direitos políticos por dez anos.
Além de ter seu mandato cassado, foi preso mais de uma vez pela ditadura militar. Posto em liberdade, exilou-se no Chile de 1964 a 1971 e naquele país trabalhou na Organização das Nações Unidas (ONU). De volta ao Brasil, passou a ministrar no Instituto dos Advogados Brasileiros (IAB) em 1977 e se filiou ao Movimento Democrático Brasileiro (MDB) em 1979. Também trabalhou no Ecuador, atuando como assessor do governo daquele país para a educação.
Em 1983, foi designado pelo governador Franco Montoro para o cargo de Secretário da Educação do estado de São Paulo. Permaneceu no cargo até julho de 1985, quando foi nomeado, também por Montoro, como conselheiro do Tribunal de Contas do Estado de São Paulo, cargo que ocupou até 1991. De 1989 a 1991, presidiu a corte de contas paulista. Após deixar a presidência da Fundação Memorial da América Latina, em 1994, dedicou-se ao seu escritório de advocacia.
Faleceu em julho de 2019, aos 93 anos de idade, sendo sepultado no Cemitério Gethsêmani.